# Mahu Kalan
Mahu Kalan é uma vila no distrito de Sawai Madhopur, no estado indiano de Rajastão.

## Demografia
Segundo o censo de 2001, Mahu Kalan tinha uma população de 8542 habitantes. Os indivíduos do sexo masculino constituem 52% da população e os do sexo feminino 48%. Mahu Kalan tem uma taxa de literacia de 60%, superior à média nacional de 59.5%: a literacia no sexo masculino é de 74% e no sexo feminino é de 45%. Em Mahu Kalan, 17% da população está abaixo dos 6 anos de idade.